# فرانسیس مگاهی
فرانسیس مگاهی (انگلیسی: Francis Megahy؛ ۱۸ مارس ۱۹۳۵ – ۱ مهٔ ۲۰۲۰) کارگردان فیلم اهل بریتانیا بود.
از فیلم‌ها یا مجموعه‌های تلویزیونی که وی در آن‌ها نقش داشته‌است، می‌توان به ناپلئون، تافین و کارمزدی اشاره نمود.